# Cavallolet
Cavallolet és una masia situada al municipi de Pinell de Solsonès, a la comarca catalana del Solsonès.
Està situada a 660 m d'altitud.